# Montauban-de-Bretagne
Montauban-de-Bretagne é uma comuna francesa na região administrativa da Bretanha, no departamento Ille-et-Vilaine. Estende-se por uma área de 43,14 km². Em 2010 a comuna tinha 6 189 habitantes (densidade: 143,5 hab./km²). Em 1 de janeiro de 2019, a antiga comuna de Saint-M'Hervon foi incorporada a Montauban-de-Bretagne.